# Глучинская область

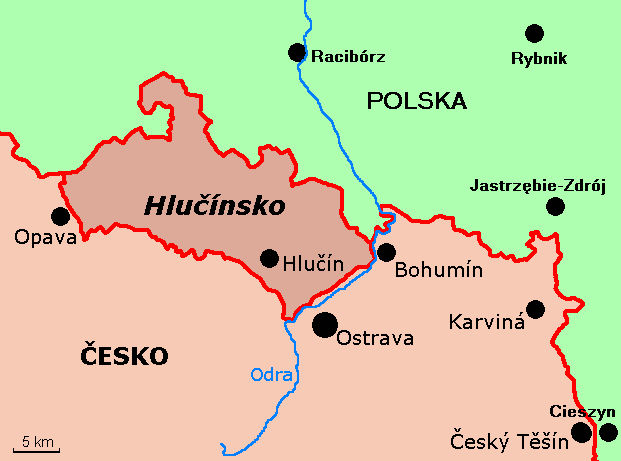
Глучинская область на карте Чехии

Глучинская область или Глучинско (чеш. Hlučínsko, нем. Hultschiner Ländchen, пол. Kraik hulczyński) — исторический регион в Чешской Силезии, сегодня входящий в состав Моравскосилезского края.
В средние века эти земли входили в состав Моравской марки. В 1269 году чешский король Пржемысл Отакар II создал для своего внебрачного сына Микулаша I Опавское княжество, и эти земли вошли в его состав. В 1526 году эта территория вместе с прочими Землями Чешской короны перешли к Габсбургам.
В 1740 году Пруссия захватила Силезию в ходе Первой Силезской войны. В 1742 году в соответствии с условиями Бреславльского мира Глучинская область перешла Пруссии и стала частью провинции Силезия, Района Ратибор.
После поражения Германской империи в Первой мировой войне Глучинская область в соответствии со ст.83 Версальского договора была передана без какого-либо референдума в состав нового государства Чехословакия. 1 октября 1938 года эти земли вошли в число тех, что были переданы Чехословакией Германии в соответствии с условиями Мюнхенского соглашения, однако в отличие от прочих земель не вошли в состав Судетской области, а опять стали часть провинции Силезия (с 1941 года — провинции Верхняя Силезия). После Второй мировой войны Глучинская область вернулась в состав Чехословакии.